# Edessa (Grækenland)
 For alternative betydninger, se Edessa. (Se også artikler, som begynder med Edessa)
Edessa (græsk: Έδεσσα, pronounced [ˈeðesa] ; også kendt som "Vandenes by og de 5 sanser "  indtil 1923 Vodena (græsk: Βοδενά), er en by i det nordlige Grækenland og hovedstaden i den regionale enhed Pella i periferien Centralmakedonien i Grækenland. Den var også hovedstaden i den hedengangne provins af samme navn.
Edessa har en særlig plads i den græske verdens historie, da det ifølge nogle gamle kilder var her, at Caranus etablerede den første hovedstad i det antikke Makedonien. Senere, under det byzantinske imperium, nød Edessa fordel af sin strategiske placering, idet den kontrollerede Via Egnatia, når ved indgangen tilPindusbjergene, og blev et centrum for middelalderlig græsk kultur, berømt for sine stærke mure og befæstninger. I den moderne tid var Edessa, indtil midten af det 20. århundrede, et af Grækenlands industricentre, med mange tekstilfabrikker i drift i byen og dens umiddelbare nærhed. I dag er dens økonomi dog hovedsageligt afhængig af administration og turisme. Edessa er hjemsted for de fleste af de administrative tjenester i den regionale enhed i Pella, såvel som nogle afdelinger af det Thessaloniki-baserede Universitetetet i Makedonien.

## Navn
Det græske navn Ἔδεσσα ( Édessa ) betyder "tårn i vandet"  og menes generelt at være af frygisk oprindelse, selvom et mindretal af forskere anser det for at være illyrisk i stedet.  Det slaviske navn Vodĭnŭ ( Водьнъ ) almindeligvis anset for at stamme fra det slaviske ord for "vand" blev først attesteret i det 10. århundrede,  og blev det almindelige navn indtil det 20. århundrede.
Vodená (Βοδενά) var det navn, der blev brugt på græsk indtil 1923, hvor det gamle navn blev genoplivet. Det bulgarske og makedonske navn forbliver Voden (kyrillisk: Воден). På tyrkisk er byen kendt som Vodina, og på aromunsk er byen kendt som enten Edessa, Vudena eller Vodina.
Seleucus I Nicator opkaldte byen Edessa i Mesopotamien (nutidens Şanlıurfa i Tyrkiet ) efter den makedonske Edessa.

## Kommune
Kommunen Edessa blev dannet ved kommunalreformen i 2011 ved sammenlægning af følgende 2 tidligere kommuner, der blev til kommunale enheder: 
- Edessa
- Vegoritida

Kommunen har et areal på 611.212 km2, den kommunale enhed 321.225 km2.

## Historie
Ifølge nogle antikke forfattere etablerede Caranus, den legendariske grundlægger af Argead-dynastiet (hvis mest berømte medlem var Alexander den Store), byen Edessa og gjorde den til den første hovedstad i det antikke Makedonien, og senere flyttede Argead-herskere Makedoniens hovedstad til Aegae og til sidst Pella. Arkæologiske rester er blevet opdaget på stedet for det gamle Edessa, lige under den moderne by (40°47'48.48"N 22° 3'26.24"E). Bymure og mange bygninger er blevet gravet frem indtil videre. En søjlegang med indskrift på græsk stammer fra romertiden. Byen opnåede en vis fremtræden i de første århundreder e.Kr., idet den var beliggende på Via Egnatia . Fra 27 f.Kr. til 268 e.Kr. havde den sin egen mønt. Den ortodokse kristne Sankt Vassa og hendes tre børn blev dræbt her i det 3. århundrede e.Kr.
Kun lidt er kendt om byen efter 500 e.Kr., men vi ved, at dens græske biskop, Isidoros, deltog i det økumeniske råd i 692.
Byen forsvinder fra kilderne herefter og findes først igen i det 11. århundrede, i beretningen om kejser Basil IIs bulgarske krige af krønikeskriveren John Skylitzes, med det slaviske navn Vodena (τὰ Βοδηνά på græsk).
På grund af dens strategiske beliggenhed, der kontrollerer Via Egnatia, når den går ind i Pindus- bjergene, blev der kæmpet meget om byen i de efterfølgende århundreder: Normannerne under Bohemond I erobrede den kort i 1083, men blev til sidst slået tilbage af kejser Alexios I. Komnenos. Den nicæiske kejser Johannes III Vatatzes erobrede den i 1253, mens dens besiddelse i midten af det 14. århundrede blev omstridt mellem byzantinerne og serberne under Stephen Dushan, hvor sidstnævnte sikrede besiddelsen i januar 1351. Byen var i nogen tid under kontrol af Radoslav Hlapen, som gav den som medgift til sin svigersøn Nikola Bagaš sandsynligvis omkring 1366. Byen forblev i Bagaš's hænder i det mindste indtil 1385. Det tilfaldt den osmanniske krigsleder Evrenos Bey i slutningen af det 14. århundrede sammen med resten af Makedonien.
I perioden med osmannisk styre steg den tyrkiske og muslimske del af befolkningen støt. Fra 1860'erne og fremefter var byen scene for sammenstød mellem grækere og bulgarere.

### Nyere tid
Efter næsten 500 års osmannisk styre blev Edessa annekteret af Grækenland den 18. oktober 1912 under den første Balkankrig, efter den hellenske hærs militære sejr mod osmannerne i slaget ved Sarntaporo . På det tidspunkt var Edessa allerede godt på vej til at blive et stort industricenter i Makedonien. Fire store tekstilfabrikker, hvor hampefabrikken er den største, og som anvender de rigelige vandfald som energikilde. Før 1. Verdenskrig var regionen Edessa foruden grækerne også befolket af tyrkere, bulgarere, pomaks og Vlachs, men under befolkningsudvekslingen mellem Grækenland og Tyrkiet blev de fleste af de tyrkere og pomaker, der boede i Edessa, overført til Tyrkiet. Et stort antal græske flygtninge fra Lilleasien blev bosat i området i 1923. Befolkningen voksede fra 9.441 til 13.115 i 1920'erne. En stor del af befolkningen specialiserede sig i silkeproduktion, hvilket gjorde det muligt for Edessa at nyde en høj levestandard i mellemkrigstiden (1922-1940).
Byen led under de sidste dage af tysklands besættelse af Grækenland i 1944. Som gengældelse for modstandsfolks nedskydning af en soldat satte nazisterne ild til Edessa. Halvdelen af byen, inklusive katedralen og den første grundskole, blev ødelagt, og tusindvis af mennesker blev efterladt hjemløse.
Under den græske borgerkrig (1946-1949) blev Edessa to gange i 1948 angrebet af den græske demokratiske hær (DSE), under kontrol af Grækenlands kommunistiske parti. Den slavisk-makedonske nationale befrielsesfront (SNOF), (senere blot den nationale befrielsesfront (NOF)), var stærkt etableret i området, med elleve slaviske makedonske partisanenheder, der opererede i bjergene omkring byen. I begyndelsen af 1949 gennemførte den græske regerings militære styrker en række vellykkede militæroperationer, der ødelagde alle kommunistiske styrker, og efter krigens afslutning i august 1949 blev mange kommunister og sympatisører, både etniske grækere og slaviske makedonere fordrevet fra Grækenland og flygtede. til landene i Østeuropa. 
Siden 1970'erne er Edessas økonomi ikke længere afhængig af industrien. I begyndelsen af det 21. århundrede er det en by baseret på tjenester (hovedsageligt knyttet til dens funktion som hovedstad i den regionale enhed Pella) og turisme på grund af de mange gamle seværdigheder i nærheden, herunder det gamle Pella, vandfaldene og vintersport.
Edessa banegård ligger på Thessaloniki-Bitola jernbanen og betjenes af både InterCity-tog og Proastiakos Thessaloniki-forstadstog.

## Galleri
- Udsigt over området
- Folkemængden fejrer befrielsen af Edessa (Første Balkankrig)
- En statue af Alexander den Store
- Udsigt over den gamle Kanavourgeio (hampfabrik)
- Folkloremuseum
- Dormition of Theotokos
- Kommunalt stadion